# Burg Alt-Teuffenbach
Die Burg Alt-Teufenbach liegt oberhalb des Ortsteiles Teufenbach der Gemeinde Teufenbach-Katsch im Bezirk Murau in der Steiermark. Die Ende des 19. Jahrhunderts wieder aufgebaute Höhenburg ist eine der ältesten bewohnten Burgen der Steiermark. Sie steht nicht unter Denkmalschutz.

## Geschichte
Der Salzburger Erzbischof erhielt im 9. Jahrhundert vom Deutschen Kaiser Ländereien um Tiufinbach geschenkt. Die Herren von Teuffenbach werden mit Dietmar 1074 erstmals erwähnt und gehören zu den bedeutendsten Adelsgeschlechtern des Murtales. Die Teuffenbacher waren Ministeriale der Kärntner und steirischen Herzoge. Vermutlich Anfang oder Mitte des 12. Jahrhunderts haben sie die Burg als freies Eigen errichtet. 1358 wird die Burg erstmals als „Alt-Teufenbach“ bezeichnet.
König Friedrich III. verlieh das zuständige Landgericht 1440 an Tristram von Teuffenbach. Georg von Teuffenbach stand auf der Seite von Matthias Corvinus, verlor deshalb vorübergehend seine Stammburg, erhielt sie aber 1489 wieder zurück. 
Durch die zahlreichen Nachkommen der Teuffenbacher kam es immer wieder vor, dass auch andere Familien Minderheitsanteile an der Burg besaßen. 1613 gelang es Rudolf von Teuffenbach diese auszuzahlen. 
Sein Sohn Hans Friedrich von Teuffenbach kämpfte als Protestant in führender Position gegen den Kaiser, wurde des Hochverrats bezichtigt und seiner steirischen Güter für verlustig erklärt. 1629 musste er auswandern und verkaufte die Herrschaft zuvor seinem Vetter Jakob von Teuffenbach. Alt-Teufenbach ging 1642 als Geschenk an Gregor Sidenitsch. Nach dem Westfälischen Frieden wurde Burg und Herrschaft der Tochter des inzwischen verstorbenen Hans Friedrich, Anna Sidonia Gräfin von Löwenstein, zurückgeben. Sie übergab die Herrschaft 1649 ihrem Vetter Hans Carl von Teuffenbach, nach dessen Tod 1671 fiel sie an Georg Christian von Saurau. Dessen Witwe verkaufte sie 1689 an Ferdinand Fürst von Schwarzenberg, der die Verwaltung der Herrschaft nach Murau verlegte. Dadurch verfiel die Burg zunehmend und war 1815 eine Ruine. 1890 erwarb die Schriftstellerin Auguste Groner die Burgruine, erneuert Teile davon und machte sie wieder bewohnbar. Danach konnten ihr die Freiherren von Teuffenbach die Burg abkaufen. Sie wurde inzwischen neuerlich restauriert und befindet sich nach wie vor im Besitz dieser uralten steirischen Familie.

## Architektur

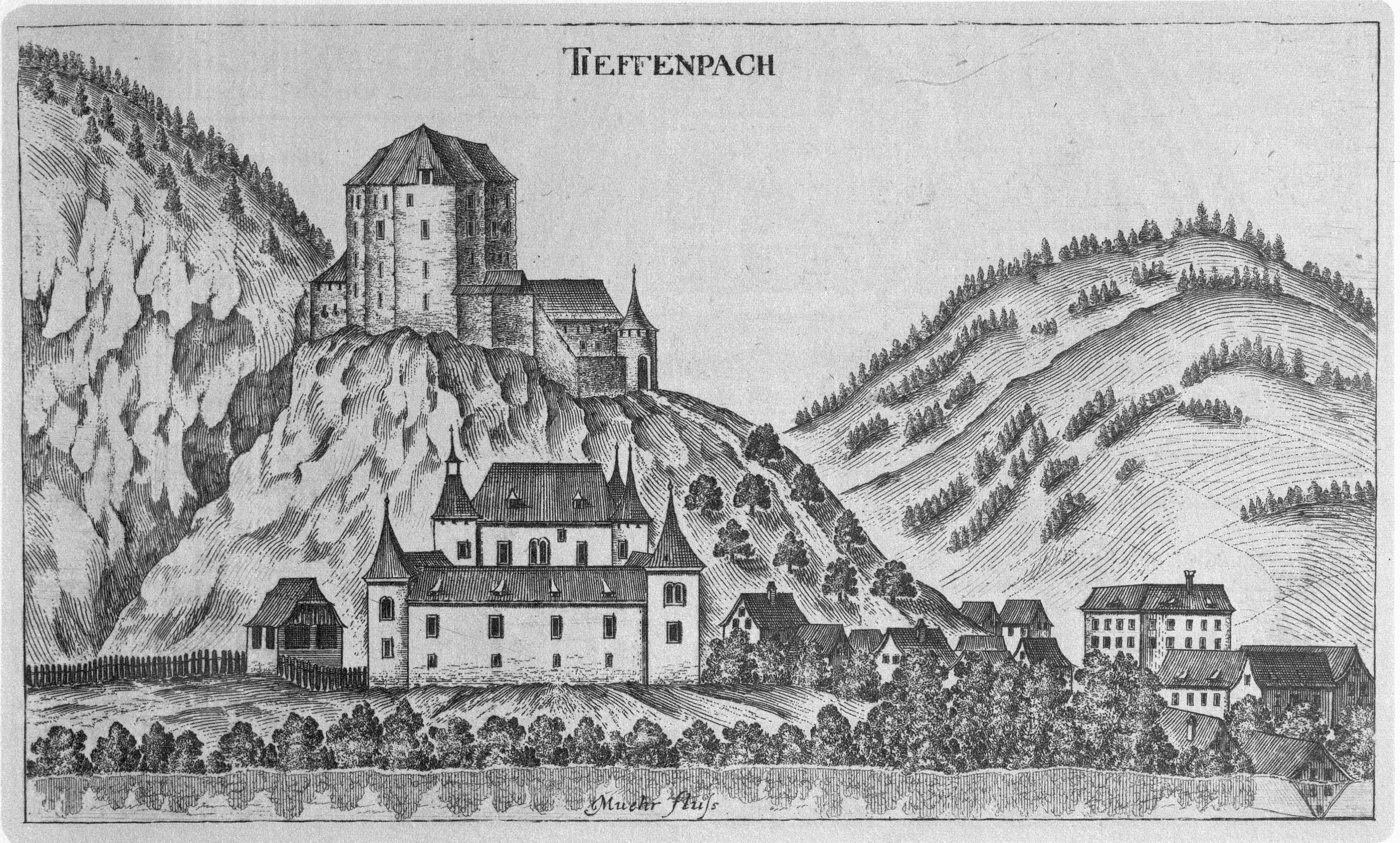
Burg Alt-Teuffenbach (auf dem Hügel), darunter Schloss Neu-Teuffenbach; Georg Matthäus Vischer, 1681

Die Burg liegt oberhalb des gleichnamigen Dorfes, am Abhang eines steil zum Murtal abfallenden Höhenrückens. Strategisch war ihre Lage gut gewählt, da man von ihr aus den Zugang zum Neumarkter Sattel kontrollieren und die darunter vorbeiführende Straße sperren konnte. 
Es bestanden Sichtverbindungen zu verschiedenen anderen Wehranlagen, was 1596 zur Einrichtung einer Kreidfeuerstation genutzt wurde. 
Die kleinräumige Burg bestand aus einem dreistöckigen turmartigen Haus, das mit einem tiefer gelegenen Torbau durch eine Wehrmauer verbunden war. Diese begrenzte im Süden einen schmalen Hof. 
Zur heutigen Anlage gehören das von Auguste Groner gegen Ende des 19. Jahrhunderts neuerrichtete Wohngebäude, das mit seiner Hauptfront nach Südwesten gerichtet ist, sowie die Reste eines Rundturmes aus dem 15. Jahrhundert. Dieser steht an der Südwestecke der Umfassungsmauer.